# Hoplia fulgida
Hoplia fulgida är en skalbaggsart som beskrevs av Waterhouse 1877. Hoplia fulgida ingår i släktet Hoplia och familjen Melolonthidae. Inga underarter finns listade i Catalogue of Life.